# Super 10 2001-2002
Il Super 10 2001-02 fu il 72º campionato nazionale italiano di rugby a 15 di prima divisione.
Si tenne dall’8 settembre 2001 al 18 maggio 2002 tra 10 squadre e fu il primo torneo organizzato dalla neoistituita Lega Italiana Rugby d'Eccellenza.
Fu strutturato con una stagione regolare a girone unico e una retrocessione a fine di detta fase, più una fase a play-off con le prime quattro classificate che si affrontavano in semifinale.
Strutturato secondo il sistema di punteggio dell'emisfero sud (4 punti per la vittoria, 2 per il pareggio, 0 per la sconfitta, più eventuali punti di bonus per almeno quattro mete segnate in un incontro oppure per la sconfitta con meno di 8 punti di scarto), vide tale discriminante di punteggio utilizzata anche nelle semifinali: questo spiega perché Benetton, pur avendo inflitto a Viadana nel doppio incontro uno scarto di 6 punti, non accedette alla finale, avendo i lombardi segnato 4 mete nella vittoriosa semifinale di ritorno contro le sole due marcate dai veneti in quella dell'andata; tale sistema non mancò di sollevare critiche e, benché ancora valido sebbene non discriminante nella stagione successiva, fu poi abbandonato e si tornò al confronto dei punteggi ottenuti nei due incontri.
La finale, di scena al Battaglini di Rovigo, fu inedita in senso assoluto: non solo era l'esordio del Viadana nella gara-scudetto (mentre l'Amat. & Calvisano era alla sua seconda consecutiva), ma fu anche la prima volta che a contendersi il titolo si trovarono due squadre che in precedenza non ne avevano mai vinto alcuno; il derby lombardo, tra due paesi che in totale assommano meno di 25000 abitanti, fu vinto dal Viadana per 19-13, con due mete e tre piazzati conto i quattro calci tra i pali di Calvisano; la squadra della Bassa padana divenne così la dodicesima formazione a iscriversi nell'albo d'oro del campionato, a 27 anni di distanza dalla più recente "prima volta", quella del Brescia nel 1974-75.
A retrocedere in serie A fu il Bologna.

## Squadre partecipanti
| Club              | Sponsor                            | Città     | Impianto interno         |
| ----------------- | ---------------------------------- | --------- | ------------------------ |
| Amat. & Calvisano | Ghial (alluminio e profilati)      | Calvisano | Stadio San Michele       |
| L’Aquila          | Conad (grande distribuzione)       | L'Aquila  | Stadio Tommaso Fattori   |
| Benetton          | Benetton (abbigliamento)           | Treviso   | Stadio di Monigo         |
| Bologna           | Identicar (sistemi antifurto)      | Bologna   | Stadio Arcoveggio        |
| GRAN Parma        | SKG (climatizzazione auto)         | Parma     | Stadio Sergio Lanfranchi |
| Parma             | Overmach (meccanica)               | Parma     | Stadio Sergio Lanfranchi |
| Petrarca          | APS (servizi pubblici)             | Padova    | Stadio Plebiscito        |
| Rugby Roma        | Lottomatica (lotterie e scommesse) | Roma      | Stadio Tre Fontane       |
| Rovigo            | Ilcev (edilizia)                   | Rovigo    | Stadio Mario Battaglini  |
| Viadana           | Arix (pulizia della casa)          | Viadana   | Stadio Luigi Zaffanella  |

## Stagione regolare

### Risultati
|       | 1ª/10ª giornata                  |       |
| ----- | -------------------------------- | ----- |
| 49-5  | Amatori & Calvisano — Bologna    | 33-19 |
| 26-19 | Viadana — Benetton Treviso       | 22-12 |
| 22-21 | Rugby Roma — GRAN Parma          | 8-12  |
| 47-7  | Petrarca — L'Aquila              | 25-18 |
| 54-20 | Parma — Rovigo                   | 17-18 |
|       |                                  |       |
|       | 4ª/13ª giornata                  |       |
| 61-5  | Benetton Treviso — Rugby Roma    | 43-24 |
| 26-22 | Amatori & Calvisano — GRAN Parma | 28-27 |
| 34-24 | Rovigo — Petrarca                | 11-35 |
| 16-11 | Parma — Viadana                  | 12-34 |
| 16-23 | Bologna — L'Aquila               | 23-28 |
|       |                                  |       |
|       | 7ª/16ª giornata                  |       |
| 62-13 | Viadana — Bologna                | 38-10 |
| 29-20 | Petrarca — Amatori & Calvisano   | 9-19  |
| 11-19 | Rovigo — Benetton Treviso        | 7-38  |
| 28-11 | L'Aquila — Rugby Roma            | 27-32 |
| 9-15  | GRAN Parma — Parma               | 19-35 |

|       | 2ª/11ª giornata                        |       |
| ----- | -------------------------------------- | ----- |
| 26-8  | Viadana — Rugby Roma                   | 35-23 |
| 29-28 | Rovigo — Amatori & Calvisano           | 7-40  |
| 17-23 | L'Aquila — Benetton Treviso            | 10-42 |
| 15-15 | GRAN Parma — Petrarca                  | 15-27 |
| 21-35 | Bologna — Parma                        | 12-27 |
|       |                                        |       |
|       | 5ª/14ª giornata                        |       |
| 37-8  | Viadana — Rovigo                       | 33-24 |
| 28-23 | Rugby Roma — Parma                     | 44-51 |
| 14-12 | Petrarca — Benetton Treviso            | 14-28 |
| 19-15 | L'Aquila — Amatori & Calvisano         | 27-43 |
| 23-19 | GRAN Parma — Bologna                   | 43-25 |
|       |                                        |       |
|       | 8ª/17ª giornata                        |       |
| 21-16 | Benetton Treviso — Amatori & Calvisano | 17-27 |
| 13-22 | Rugby Roma — Bologna                   | 19-17 |
| 19-11 | Petrarca — Parma                       | 9-33  |
| 62-28 | L'Aquila — Rovigo                      | 24-32 |
| 20-45 | GRAN Parma — Viadana                   | 27-43 |

|       | 3ª/12ª giornata                  |       |
| ----- | -------------------------------- | ----- |
| 45-15 | Benetton Treviso — Bologna       | 30-16 |
| 21-16 | Amatori & Calvisano — Parma      | 21-27 |
| 28-24 | Rugby Roma — Rovigo              | 14-54 |
| 22-0  | Petrarca — Viadana               | 30-17 |
| 23-17 | GRAN Parma — L'Aquila            | 25-39 |
|       |                                  |       |
|       | 6ª/15ª giornata                  |       |
| 24-19 | Benetton Treviso — GRAN Parma    | 15-19 |
| 29-9  | Amatori & Calvisano — Viadana    | 20-21 |
| 9-36  | Rugby Roma — Petrarca            | 24-29 |
| 32-25 | Parma — L'Aquila                 | 35-15 |
| 18-21 | Bologna — Rovigo                 | 23-24 |
|       |                                  |       |
|       | 9ª/18ª giornata                  |       |
| 44-13 | Amatori & Calvisano — Rugby Roma | 39-5  |
| 41-10 | Viadana — L'Aquila               | 12-23 |
| 33-16 | Rovigo — GRAN Parma              | 17-21 |
| 16-16 | Parma — Benetton Treviso         | 16-20 |
| 22-60 | Bologna — Petrarca               | 44-52 |

### Classifica
| Pos | Squadra           | G  | V  | N | P  | PF  | PS  | DP   | BMP | Pt |
| --- | ----------------- | -- | -- | - | -- | --- | --- | ---- | --- | -- |
| 1   | Viadana           | 18 | 13 | 0 | 5  | 512 | 326 | +186 | 9   | 61 |
| 2   | Petrarca          | 18 | 13 | 1 | 4  | 496 | 339 | +157 | 6   | 60 |
| 3   | Amat. & Calvisano | 18 | 12 | 0 | 6  | 518 | 322 | +196 | 11  | 59 |
| 4   | Benetton          | 18 | 12 | 1 | 5  | 485 | 294 | +191 | 8   | 58 |
| 5   | Parma             | 18 | 11 | 1 | 6  | 471 | 362 | +109 | 8   | 54 |
| 6   | L’Aquila          | 18 | 7  | 0 | 11 | 419 | 505 | −86  | 9   | 37 |
| 7   | Rovigo            | 18 | 8  | 0 | 10 | 402 | 531 | −129 | 5   | 37 |
| 8   | GRAN Parma        | 18 | 6  | 1 | 11 | 376 | 453 | −77  | 7   | 33 |
| 9   | Rugby Roma        | 18 | 5  | 0 | 13 | 330 | 592 | −262 | 7   | 27 |
| 10  | Bologna           | 18 | 1  | 0 | 17 | 340 | 625 | −285 | 7   | 11 |

## Play-off
|  | Semifinali | Semifinali        | Semifinali | Semifinali |  |  | Finale            | Finale            | Finale |  |
|  |            |                   |            |            |  |  |                   |                   |        |  |
|  | 4          | Benetton          | 29         | 14         |  |  |                   |                   |        |  |
|  | 1          | Viadana           | 6          | 31         |  |  | Viadana           | Viadana           | 19     |  |
|  | 3          | Amat. & Calvisano | 21         | 21         |  |  | Amat. & Calvisano | Amat. & Calvisano | 12     |  |
|  | 2          | Petrarca          | 18         | 18         |  |  |                   |                   |        |  |

### Semifinali
| Arbitro: | Antonio Lombardi (Napoli) |

|                          |      |                   |
| tecnica 40’ Edwards 74’  | mt   |                   |
| Mason 40’, 74’           | tr   |                   |
| Mason 28’, 34’, 45’, 55’ | c.p. | 8’, 60’ MacDonald |

| Arbitro: | Giulio De Santis (Roma) |

|                      |      |                   |
| Merli 20’ Arboit 22’ | mt   | 72’, 80+6’ Salvan |
| Griffen 22’          | tr   | 80+6’ Zanato      |
| Griffen 3’, 51’, 62’ | c.p. | 26’, 48’ Zanato   |

| Arbitro: | Giovanni Morandin (Padova) |

|                                              |      |                           |
| Robertson 14’, 22’ tecnica 65’ Ceppolino 73’ | mt   | 34’ Mason 80+7’ D. Dallan |
| Steyn 14’, 22’, 65’, 73’                     | tr   | 34’, 80+7’ Mason          |
| Steyn 40+7’                                  | c.p. |                           |

| Arbitro: | Marco Salera (Roma) |

|                         |      |                                                   |
| Menapace 31’ Baroni 36’ | mt   |                                                   |
| Williams 36’            | tr   |                                                   |
| Williams 45’, 68’       | c.p. | 10’, 13’, 40+4’, 51’, 54’ Rolleston 40+1’ Griffen |
|                         | drop | 78’ Bordes                                        |

### Finale
| Arbitro: | Stefano Mancini (Frascati) |

| |              | |
| Denhardt 32’ Dolcetto 80’ | mt           | |
| Steyn 11’, 18’, 59’ | c.p.         | 30’, 36’, 61’ Rolleston 67’ Griffen |
| · Steyn · Robertson · S. Ceppolino · 30’ Bettati · 80+2’ Dolcetto · MacDonald · Crane · Savi · 67’ Jiménez · 62’ Lidgard · Dellapè · Denhardt · Benatti · Persico · Phillips | Formazioni   | · Rolleston 62’ · Ravazzolo · Vaccari · Zanoletti · Merli · Bordes 71’ · Griffen 80+5’ · Mazino 52’ · Moretti · Bocca 80+2’ · Mastrodomenico · Purll · Mayerhofler · Ricciardo 49’ · A. De Rossi |
| · 67’ Superina · 62’ Spina · 80+2’ Pedrazzi · 30’ Travagli | Sostituzioni | · Castrogiovanni 52’ · Macrì 80+2’ · Whitley 49’ 65’ · Scotuzzi 65’ · Arboit 80+5’ · Dragotto 71’ · Scanziani 62’                                                                                |
| Franco Bernini | Allenatori   | Craig Green |

## Verdetti
- Viadana: campione d'Italia;
- Viadana e Amat. & Calvisano: qualificate alla Heineken Cup;
- Petrarca, Benetton, Parma, L’Aquila, Rovigo, GRAN Parma, Rugby Roma, Silea (vincitrice del campionato di serie A): qualificate all'European Challenge Cup;
- Bologna: retrocessa in serie A.